# Myrmarachne ransoni
Myrmarachne ransoni là một loài nhện trong họ Salticidae.
Loài này thuộc chi Myrmarachne. Myrmarachne ransoni được Fred R. Wanless miêu tả năm 1978.